# IPhone 7
O iPhone 7 é a décima geração de smartphones da linha iPhone junto com o iPhone 7 Plus, ambos desenvolvidos pela Apple Inc. O dispositivo foi anunciado em 7 de setembro de 2016 no Bill Graham Civic Auditorium em São Francisco (Califórnia) pelo CEO da Apple, Tim Cook. É o sucessor do iPhone 6s.
Em relação ao seu antecessor, as principais diferenças do iPhone 7 são o novo processador quad-core Apple A10 Fusion, resistência à água e poeira (com a certificação IP67), presença de auto-falantes estéreo, chegada de um sistema de estabilização óptica na câmera, além de 60% mais velocidade e 30% mais eficiência nas capturas e a ausência da entrada de fone de ouvido substituindo os earpods pelos fones sem fio airpods.

## Lançamento
O iPhone 7 foi lançado no Brasil em 11 de novembro de 2016, com alguns revendedores apontando sua reserva no dia 4 de novembro, uma semana antes do lançamento.
Segundo informações da consultoria Kantar, o iPhone 7 foi o dispositivo mais vendido nos EUA entre agosto e outubro de 2016, representando 10,6% das vendas de smartphone naquele país - isso lembrando que o iPhone 7 não esteve disponível para vendas durante todo esse período. 